# PCBM

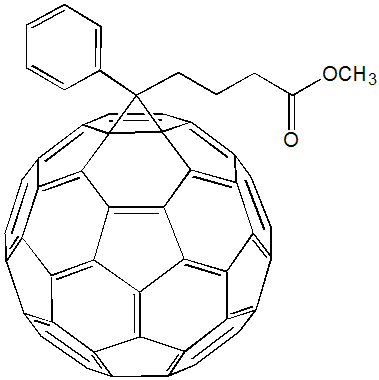
PCBM的化学结构

PCBM是一个富勒烯衍生物，分子式是[6,6]-phenyl-C61-butyric acid methyl ester。由于它的很好的溶解性，很高的电子迁移率等常用于有机太阳能电池的电子受体标准物。美国的Solarmer，Konarkar公司已经将含有PCBM的有机太阳能电池商业化。
他的简写为PCBM，或者PC61BM或[60]PCBM，而不是PC60BM，这是一个常见的错误，若写成PC60BM，则这里的C就不对了。
对于PCBM的C70衍生物，也是同样的情况，即PC71BM或[70]PCBM，而不是PC70BM